# Hordeum jubatum
Hordeum jubatum es una especie de planta herbácea de la familia Poaceae que se distribuyen por China, Rusia, Canadá y EE. UU..

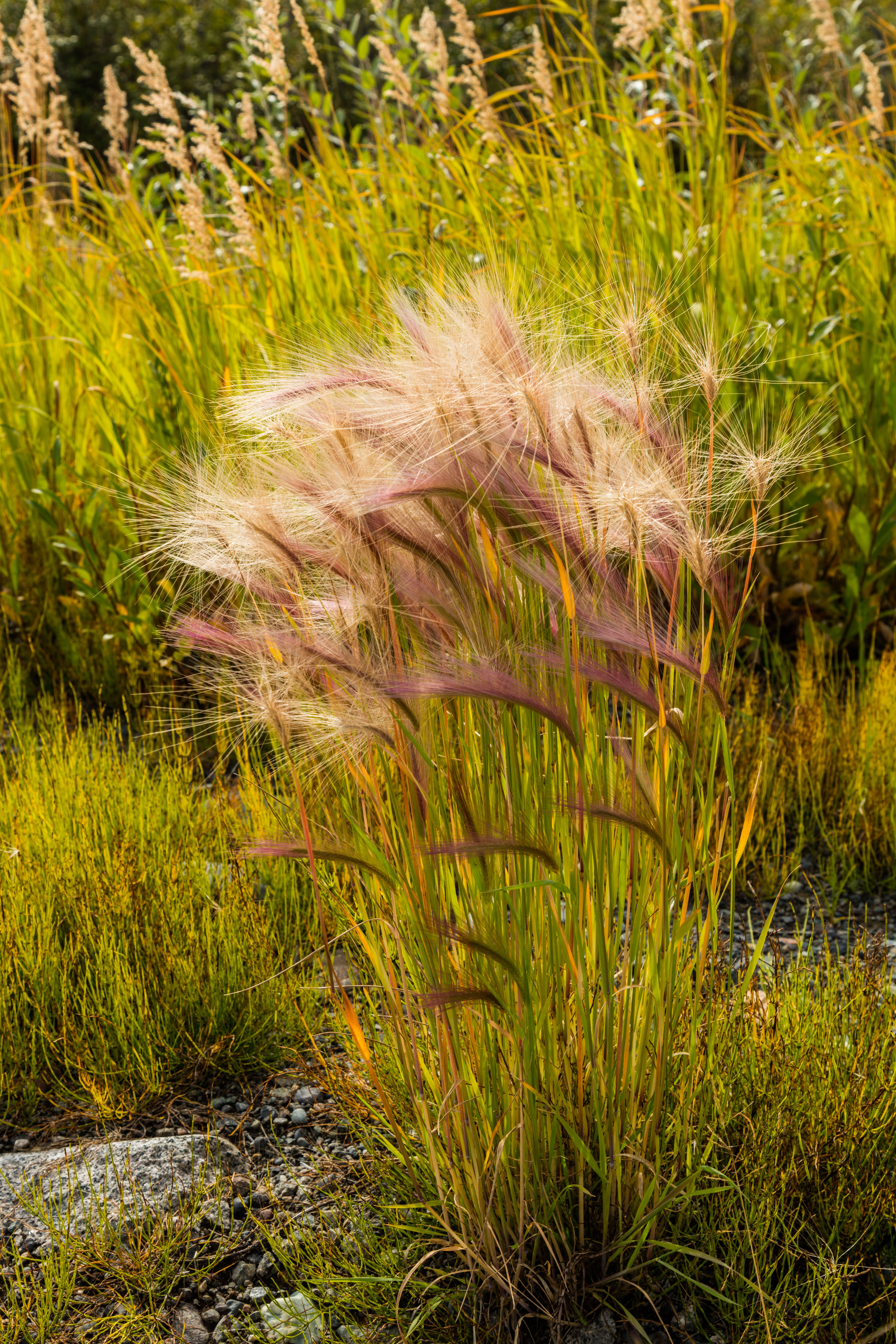
Ejemplar en Alaska.

## Descripción
Es una planta herbácea con tallo de caña hueca que presenta entrenudos, cada tallo presenta una espiga. Las hojas formadas por vainas basales y láminas, unidas por la lígula. Su espiga es la inflorescencia de la planta que se considera prolongación del tallo  como en todas la gramíneas.

## Taxonomía
Hordeum jubatum fue descrita por Carlos Linneo y publicado en Species Plantarum 1: 85. 1753.
Etimología
Hordeum: nombre  antiguo latino para la cebada.
jubatum: epíteto latíno que significa "con crestas"
Sinonimia
- Critesion adscendens (Kunth) Á.Löve
- Critesion geniculatum Raf.
- Critesion jubatum (L.) Nevski
- Elymus jubatus Link
- Hordeum adscendens Kunth
- Hordeum caespitosum Scribn. ex Pammel
- Hordeum pampeanum (Hauman) Herter[4]